# محمد علي بن محمد البلاغي
الشيخ محمد علي بن محمد البلاغي (ت. 1000 هـ). هو رجل دين وفقيه شيعي عراقي معروفٌ بكونه أحد شُرّاح كتاب الكافي، ينتسب إلى أسرة آل البلاغي وهي من الأُسَرْ المشهورة في النجف التي ترجع بنسبها إلى ربيعة، ويصفها جعفر آل محبوبة بأنّها: ”من الأسر العلمية الأدبية السابقة في العلم والفضل والمحلقة بقوادم المجد والسؤدد العريقة في العروبة، والمتقدمة في الهجرة“، ويواصل: ”عُرفت هذه الأسرة في النجف، واشتهر ذكرها في أواسط القرن العاشر للهجرة“، ويقول: ”وقد نبغ منها رجال تقدّموا في معارفهم“.

## مؤلفاته
| - شرح أصول الكافي. شرحٌ على كتاب الكافي للكليني. - شرح إرشاد العلامة. - حواشي التهذيب. | - حواشي الفقيه. - حواشي أصول المعالم. |

### كتب
- أعيان الشيعة. محسن الأمين، طبع بيروت - لبنان، تاريخ الطبع مفقود، منشورات دار التعارف.
- ماضي النجف وحاضرها. جعفر آل محبوبة، طبع بيروت - لبنان، 1406 هـ - 1986 م، منشورات دار الأضواء.
- الذريعة إلى تصانيف الشيعة. آغا بزرگ الطهراني، طبع بيروت - لبنان، تاريخ الطبع مفقود، منشورات دار الأضواء.

### إشارات مرجعية
1. 1 2 3 4 5 6 7 8  
الأمين، محسن. أعيان الشيعة - ج10. ص. 27. مؤرشف من الأصل في 2019-12-13.
2. ↑  الغفّار، عبد الرسول. الكليني والكافي. ص. 443. مؤرشف من الأصل في 2019-05-18.
3. ↑  
آل محبوبة، جعفر. ماضي النجف وحاضرها - ج2. ص. 58.